# Batalla de Starobilsk
La batalla de Starobilsk és un enfrontament militar iniciat el 25 de febrer de 2022, durant la invasió russa d'Ucraïna de 2022.

## Història
Starobilsk és una ciutat a prop de Luhansk a l'oblast de Luhansk, Ucraïna. Serveix com a centre administratiu de Starobilsk Raion. El riu Aidar discorre a l'oest del nucli urbà, creant un obstacle natural.
Hi van haver enfrontaments inicials a prop de Starobilsk des del 24 de febrer de 2022. El 25 de febrer de 2022, les Forces Armades d'Ucraïna van afirmar haver destruït una columna de soldats russos que s'havien preparat per travessar el riu Aidar.
La ciutat ha estat molt danyada pels bombardejos d'artilleria russa.